# Bandjoun Station
Bandjoun Station, inaugurata nel 2008, fu il primo centro culturale del Camerun e fu creato da Barthélémy Toguo nella città di Bandjoun. Punto di ritrovo polifunzionale è formato da una biblioteca, una sala proiezioni, quindici stanze per ospitare gli artisti stranieri, due spazi per le collezioni d'arte (una permanente e una temporanea). Grazie alla Bandjoun Station l'arte contemporanea internazionale incontra la tradizione locale di Bandjoun, coinvolgendo la sua popolazione.
Forte dell'esperienza a Düsseldorf, dove Toguo viene in contatto con l'azionismo viennese e il Gruppo Fluxus, gli spazi espositivi e la produzione artistica sono scambievolmente legati.

## Architettura
L'edificio che ospita la Bandjoun Station è ispirata all'architettura locale, ai suoi tetti a punta, questo per rispettare le tradizioni locali e la struttura architettonica circostante. La modernità dell'edificio è visibile soprattutto nell'uso di materiali per la copertura dei muri esterni: Toguo usa il vetro, il metallo e la ceramica sia per il valore estetico, sia per creare una valida protezione ai continui sbalzi climatici, tipici di questa zona. Inoltre la ceramica dipinta a mano gli permise di trasporre non solo i suoi disegni, ma anche simboli totemici cari alla popolazione di Bandjoun.